# M2公路 (俄羅斯)

紅線為克里米亞公路

M2聯邦公路，又稱克里米亞公路（Крым）是俄羅斯的一條幹線公路，連接首都莫斯科和烏克蘭边境，全長720公里。也是歐洲E105公路的一部分。

## 沿途主要城市
- 圖拉
- 奧廖爾
- 库尔斯克
- 别尔哥罗德